# Fritz Schäffer
Pour les articles homonymes, voir Schäffer.
Friedrich « Fritz » Hermann Schäffer, né le 12 mai 1888 à Munich et décédé le 29 mai 1967 à Berchtesgaden, est un homme politique allemand membre de l'Union chrétienne-sociale en Bavière (CSU).
Il est le premier Ministre-président du Land de Bavière après la Seconde Guerre mondiale, puis le premier ministre fédéral des Finances d'Allemagne de l'Ouest, entre 1949 et 1957. Il a ensuite occupé pendant quatre ans le poste de ministre fédéral de la Justice.

## Biographie
Fils d'un directeur des postes, il passe avec succès son Abitur en 1907 à Munich et entreprend des études supérieures de droit à l'université de Munich. Il obtient son premier diplôme juridique d'État en 1911, et le second en 1916, alors même qu'il sert dans l'armée bavaroise depuis un an. En 1917, il est blessé et quitte le champ de bataille de la Première Guerre mondiale pour devenir juriste au ministère bavarois de l'Intérieur.
Un an plus tard, il obtient le même poste au sein de l'administration de l'arrondissement de Kelheim, et l'occupe jusqu'à sa nomination comme fonctionnaire du ministère de l'Éducation. 

### Parcours politique
Fritz Schäffer adhère au Parti populaire bavarois (BVP) en 1918. 
En 1920, il est élu au Landtag de Bavière, et y siège pendant treize ans. Il est nommé ministre des Finances de Bavière le 16 septembre 1931 et occupe ce portefeuille jusqu'au 16 mars 1933.
En 1929, il est nommé à la présidence de la BVP. Farouche adversaire de la NSDAP, il se déclare prêt à s'entendre avec les sociaux-démocrates pour faire échec à Hitler, mais doit faire face à l'immobilisme de Heinrich Held, alors ministre-président du Land. Début 1933, quand il a vent des tractations entre Hitler et von Papen, Held et lui mettent en garde Hindenburg. Prenant contact avec von Papen, Schäffer exprime son opposition à la nomination de Hitler comme chancelier et se dit prêt à soutenir un gouvernement que dirigerait von Papen. Hitler est toutefois nommé chancelier le 30 janvier.
Il est contraint de dissoudre la formation par le Parti Nazi en 1933.
Plus tard, il est licencié de la fonction publique de Bavière, puis arrêté le 26 juin 1933. Libéré en 1934, il devient avocat mais est finalement interné au camp de concentration de Dachau après l'attentat manqué contre Hitler le 20 juillet 1944.

#### Après guerre
À la fin de la Seconde Guerre mondiale, Fritz Schäffer est nommé Ministre-président de Bavière par George S. Patton. Il prend ses fonctions le 28 mai 1945 mais doit y renoncer dès le 28 septembre sur décision de Dwight D. Eisenhower, qui lui reproche ses déclarations antisémites passées. 
En 1945, il participe à la fondation de l'Union chrétienne-sociale en Bavière (CSU). Il fait partie du courant défendant une domination des catholiques, comme au temps du BVP, à l'inverse du président du parti, Josef Müller, favorable à une CSU multi-confessionnelle. Élu président de la CSU du district de Haute-Bavière en janvier 1948, il renonce à son poste dès septembre et quitte la formation. Il tente dans un premier temps de rejoindre le Parti bavarois (BP), mais finit par y renoncer.
Il adhère de nouveau à la CSU en 1949.
Lors des premières élections législatives fédérales d'Allemagne de l'Ouest, il est élu député fédéral de Bavière au Bundestag
Désigné président de la section des députés CSU et premier vice-président du groupe CDU/CSU, Fritz Schäffer renonce à ses fonctions le 20 septembre 1949, quand il est nommé ministre fédéral des Finances d'Allemagne de l'Ouest par Konrad Adenauer. Huit ans plus tard, le 29 octobre 1957, il est choisi pour occuper le poste de ministre fédéral de la Justice. À l'issue de son mandat de quatre ans, il se retire de la vie politique.
Il décède le 29 mars 1967 à Berchtesgaden, âgé de 78 ans.